# Petite rivière Schyan
Petite rivière Schyan är ett vattendrag i Kanada.   Det ligger i provinsen Québec, i den sydöstra delen av landet, 150 km nordväst om huvudstaden Ottawa.
I omgivningarna runt Petite rivière Schyan växer i huvudsak blandskog. Runt Petite rivière Schyan är det ganska glesbefolkat, med 21 invånare per kvadratkilometer.